# John Henry Holland
John Henry Holland (ur. 2 lutego 1929, zm. 9 sierpnia 2015) – amerykański naukowiec, profesor psychologii, elektrotechniki i informatyki na University of Michigan, Ann Arbor. Pionier dziedziny zwanej obecnie algorytmami genetycznymi. W 1961 r. otrzymał medal imienia Louisa E. Leviego w centrum nauki The Franklin Institute.

## Życiorys
Holland urodził się w Fort Wayne, w stanie Indiana, w 1929 r. Studiował fizykę na Massachusetts Institute of Technology, gdzie w 1950 r. otrzymał licencjat. Holland następnie studiował matematykę na University of Michigan, gdzie w 1954 r. skończył studia magisterskie. W 1959 r. otrzymał swój pierwszy doktorat w dziedzinie informatyki na tym samym uniwersytecie. Był profesorem psychologii, profesorem inżynierii elektrotechnicznej i profesorem informatyki na University of Michigan, Ann Arbor.
Holland był członkiem Zarządu Powierniczego i Rady Naukowej Instytutu Santa Fe. W 1992r. otrzymał nagrodę MacArthur Fellowship, zwaną popularnie "grantem dla geniuszy" Holland był członkiem Światowego Forum Ekonomicznego.

## Praca
Holland udzielał wykładów o swoich odkryciach i o badaniach i postępach w dziedzinach jego specjalizacji, szczególnie na temat systemów złożonych. W 1975 r. napisał przełomową książkę o algorytmach ewolucyjnych "Adaptation in Natural and Artificial Systems". Opracował również teorię zwaną obecnie schematem Hollanda.

## Publikacje
Holland jest autorem kilkunastu książek dotyczących złożonych systemów adaptacyjnych, w tym następujących publikacji:
- Adaptation in Natural and Artificial Systems (1975)
- Hidden Order: How Adaptation Builds Complexity (1995)
- Emergence: From Chaos to Order (1998)
- Signals and Boundaries: Building Blocks for Complex Adaptive Systems (2012)

Najważniejsze artykuły:
- "A universal computer capable of executing an arbitrary number of subprograms simultaneously", Proc. Eastern Joint Comp. Conf. (1959), ss. 108–112
- "Iterative circuit computers", Proc. Western Joint Comp. Conf. (1960), ss. 259–265
- "Outline for a logical theory of adaptive systems", JACM, tom 9 (1962), nr 3, s. 279–314
- "Hierarchical descriptions, universal spaces, and adaptive systems" (red. Arthur W. Burks), Essays on Cellular Automata (1970), wydawnictwo University of Illinois Press
- "Using Classifier Systems to Study Adaptive Nonlinear Networks" (red. Daniel L. Stein), Lectures in the Sciences of Complexity (1989), wydawnictwo Addison-Wesley
- "Concerning the Emergence of Tag-Mediated Lookahead in Classifier Systems" (red. Stephanie Forrest), Emergent Computation: self-organizing, collective, and cooperative phenomena in natural and computing networks (1990). wydawnictwo MIT Press
- "The Royal Road for Genetic Algorithms: Fitness Landscapes and GA Performance" (red. Francisco J. Varela, Paul Bourgine), Toward a Practice of Autonomous Systems: proceedings of the first European conference on Artificial Life (1992), wydawnictwo MIT Press
- "Echoing Emergence: objectives, rough definitions, and speculations for ECHO-class models" (red. George A. Cowan, David Pines, David Meltzer), Complexity: metaphors, models, and reality (1994), wydawnictwo Addison-Wesley
- "Can There Be A Unified Theory of Complex Adaptive Systems?" (red. Harold J. Morowitz, Jerome L. Singer), The Mind, The Brain, and Complex Adaptive Systems (1995), wydawnictwo Addison-Wesley
- "Board Games" (red. John Brockman), The Greatest Inventions of the Past 2000 Years (2000), wydawnictwo Phoenix
- "What is to Come and How to Predict It." (red. John Brockman), The Next Fifty Years: science in the first half of the twenty-first century (2002), wydawnictwo Weidenfeld & Nicholson